# Agustín Romero
Agustín Romero Laburu (Paso de los Toros, 30 aprile 1997) è un ex calciatore uruguaiano, di ruolo difensore.

## Caratteristiche tecniche
È un difensore centrale.

## Carriera
Cresciuto nel settore giovanile della Juventud, ha esordito in prima squadra il 4 novembre 2017 disputando l'incontro di Primera División Profesional perso 1-0 contro il Plaza Colonia.